# La oración antes de la comida
La oración antes de la comida, (en inglés:The prayer before the meal) es una pintura del pintor neerlandés Jan Havicksz Steen. Esta pintura fue vendida en subasta por Sotheby's de Londres el 5 de diciembre de 2012 por £5.641.250 libras esterlinas.
Jan Steen retrató a una familia en oración antes de una modesta comida de pan, queso y jamón. El padre se ha quitado el sombrero, con la mirada baja, mientras la mujer sostiene a su hijo cómodamente en sus brazos. Steen describió la comida y el ambiente con notable cuidado, desde el jamón cortado en el barril hasta la tela suave y andrajosa debajo. La luz de la tarde que entra por la ventana abierta realza la tranquila espiritualidad de la escena. La pintura de Steen refleja el ideal de una familia holandesa piadosa y armoniosa. Incluye un texto bíblico en un cartel en la pared que habla del credo de la familia: amar a Dios Padre, rechazar la codicia de las riquezas y llevar una vida honesta.